# L'isola sotto il mare
L'isola sotto il mare (titolo originale La isla bajo el mar) è un romanzo di Isabel Allende pubblicato nel 2009.
Il romanzo, ambientato nei Caraibi e nella Louisiana di fine Settecento, narra le vicende della schiava nera Zarité Sedella, soprannominata Teté che, attraverso parecchie vicissitudini, soprusi e violenze, riesce alla fine a conquistare la propria libertà. 
,

## Storia editoriale
Pubblicato il 25 agosto 2009 in lingua spagnola, il libro è stato in breve tempo  tradotto in italiano, rumeno, inglese, arabo, tedesco, neogreco, olandese, turco, norvegese, svedese, bulgaro, sloveno, ungherese, francese, croato, portoghese, polacco, russo, albanese, singalese, danese, cinese.

## Trama
Zarité Sedella, piccola mulatta congolese, all'età di nove anni viene venduta al ricco latifondista Toulouse Valmorain, che la impiega come schiava nelle faccende domestiche nella sua tenuta di Santo Domingo, risparmiandole così il duro lavoro nelle piantagioni di canna da zucchero. La sua bontà naturale, forza di spirito e grande senso della dignità la portano a condividere segreti e spiritualità con gli altri schiavi e a riconoscere le miserie dei padroni bianchi, fino a farla diventare il centro di un microcosmo che riflette tutte le contraddizioni del mondo coloniale: i padroni bianchi con le loro fragilità familiari; i militari e le cortigiane; gli schiavi e le angherie che subiscono che portano a progetti di ribellione. Zarité si innamora dello schiavo Gambo, che è uno dei più accesi sostenitori della necessità di una ribellione. Quando Valmorain decide di spostarsi a New Orleans, all'epoca ancora colonia francese in suolo americano, porta con sé anche Zarité, che però si batte per ottenere la libertà per sé e per la sua famiglia, mentre alle vicende familiari si intrecciano gli avvenimenti che porteranno alla ribellione degli schiavi caraibici e alla costituzione della prima repubblica nera indipendente al mondo, Haiti.

## Edizioni in italiano
- Isabel Allende, L'isola sotto il mare, traduzione di Elena Liverani, Milano: Feltrinelli, 2009
- Isabel Allende, L'isola sotto il mare, letto da Valentina Carnelutti; regia Flavia Gentili, Roma: Emons Italia; Milano: Feltrinelli, 2010
- Isabel Allende, L'isola sotto il mare, traduzione di Elena Liverani, Milano: Universale Economica Feltrinelli, 2016
- Isabel Allende, L'isola sotto il mare, traduzione dallo spagnolo di Elena Liverani, Torino: Gedi, 2022